# SummerSlam (2007)
SummerSlam (2007) — щорічне pay-per-view шоу «SummerSlam», що проводиться федерацією реслінгу WWE. Шоу відбулося 26 серпня 2007 року в Континентал-Ерлайнс-арена у Іст-Резерфорд, Нью-Джерсі (США). Це було 20 шоу в історії «SummerSlam». Вісім матчів відбулися під час шоу та ще один перед показом.